# Kultura polja sa žarama
Kultura polja sa žarama je kultura kasnoga brončanog doba (XIII. do VIII. st. pr. Kr.), nastala na prostoru Podunavlja, jugoistočnih Alpa i južnog Balkana, odakle se širila i po srednjoj Europi, sve do njezina zapadnoga ruba; obilježava ju obred spaljivanja pokojnika i pohranjivanja pepela u žare, koje su se potom ukapale u zemljane rake unutar prostranih grobljâ, te štovanje boga sunca. U europskoj prapovijesti kultura polja sa žarama postigla je najveći doseg u obradbi bronce. Prema stilskim varijacijama osnovnih tipova keramičkih i metalnih proizvoda moguće je izdvojiti više regionalnih kulturnih skupina koje su postale osnova za uspostavu etničke strukture stanovništva starijega željeznog doba. Na hrvatskom tlu izdvojene su 4 skupine:
- najstarija je virovitička (Podravina, Međimurje i dio zapadne Slavonije),
- slijedi zagrebačka (veći dio savsko-dravskoga međurječja),
- dok posljednjemu razdoblju pripadaju velikogorička skupina (Turopolje, srednja Posavina, Pokuplje i Hrvatsko zagorje)
- te daljska skupina u Baranji (istočna Slavonija i zapadni Srijem).

Kulturi polja sa žarama pripada i velik broj ostava brončanih predmeta: srpova, keltova, igala, narukvica, najstarijih tipova fibula, britvâ, noževa, kopalja, mačeva i bodeža.
Na prostoru kulture polja sa žarama sjeverne Hrvatske i sjeverne Bosne poznato je oko 70 brončanodobnih ostava (u Hrvatskoj Paklenica, Veliko Nabrđe, Kloštar Ivanić, Miljana, Matijevići, Brodski Varoš, Poljanci, Otok–Privlaka, Bizovac, Bošnjaci, Punitovci, Račinovci, Donja Bebrina, Slavonski Brod, Šarengrad, te niz ostava iz sjeverne Bosne kao Vidovice, Novi Grad, Monj, Boljanić).